# Lars Thomasson
Lars Marcus Thomasson, född 5 april 1928 i Åre, död 6 juli 2023 i Hjulsjö distrikt, var en sydsamisk pedagog och politiker.

## Biografi
Lars Thomasson var ett av åtta barn till renskötaren och fotografen Nils Thomasson, brorson till sångerskan Lisa Thomasson, som turnerade under namnet Lapp-Lisa, och bror till den alpina skidåkaren Sarah Thomasson. Han växte upp sommartid i Mittådalens samebys sommarviste i Mittåhamran.
Han studerade vid Östersunds högre allmänna läroverk och blev senare fil.mag. i svenska och historia vid Uppsala universitet och var därefter lärare i Jämtland, Medelpad och Hällefors i Västmanland. I Hällefors var han rektor och senare förvaltningschef för barnomsorg och skola. Thomasson var också nomadskoleinspektör och ledamot av Sameutredningen, som lämnade huvudbetänkandet Samerna i Sverige 1979 (SOU 1975:99).
Thomasson var socialdemokratisk kommunpolitiker i Hällefors kommun och engagerade sig också 1961–1982 i Svenska Samernas Riksförbund. Han var även under 1960- och 1970-talen engagerad i Same Ätnam.

## Utmärkelser
- Hedersdoktor vid Umeå universitet 1994.
- Svenska Samernas Riksförbunds Hederspris 2013.[4]